# كهف ييلونغ
كهف ييلونغ (بالصينية المبسطة: 义龙洞; بالصينية التقليدية: 義龍洞; البينيين: Yìlóng Dòng; بالترجمة الحرفية 'righteous dragon cave') هو كهف كارستي يبلغ عمره 180 مليون عام، ويقع في مدينة بينغشيانغ، محافظة جيانغشي، الصين. يعرف أيضًا بكهف نيلونغ (孽龙洞/孽龍洞، تعني حرفيًا كهف التنين الشرير)، يبلغ طول الكهف 4,200 م (13,800 قدم)، ويحتوي بداخله على تكونات صخرية وجداول وشلالات صغيرة.